# Borgo Valsugana
Borgo Valsugana is een gemeente in de Italiaanse provincie Trente (regio Trentino-Zuid-Tirol) en telt 6975 inwoners (31-12-2021). De oppervlakte bedraagt 52,3 km², de bevolkingsdichtheid is 125 inwoners per km².
De volgende frazioni maken deel uit van de gemeente: Sella.

## Demografie
Borgo Valsugana telt ongeveer 2691 huishoudens. Het aantal inwoners steeg in de periode 1991-2001 met 11,6% volgens cijfers uit de tienjaarlijkse volkstellingen van ISTAT.
| Jaar     | Inwoneraantal |
| -------- | ------------- |
| 1991     | 5535          |
| 2001     | 6177          |
| 30-4-17  | 6935          |
| 31-12-24 | 7147          |

## Geografie
De gemeente ligt op ongeveer 386 m boven zeeniveau.
Borgo Valsugana grenst aan de volgende gemeenten: Telve, Telve di Sopra, Torcegno, Ronchi Valsugana, Roncegno, Castelnuovo, Novaledo, Levico Terme, Asiago (VI).

## Geboren
- Stefano Casagranda (1973), wielrenner
- Matteo Trentin (1989), wielrenner
- Noemi Bonazza (1998), schaatsster

## Externe link

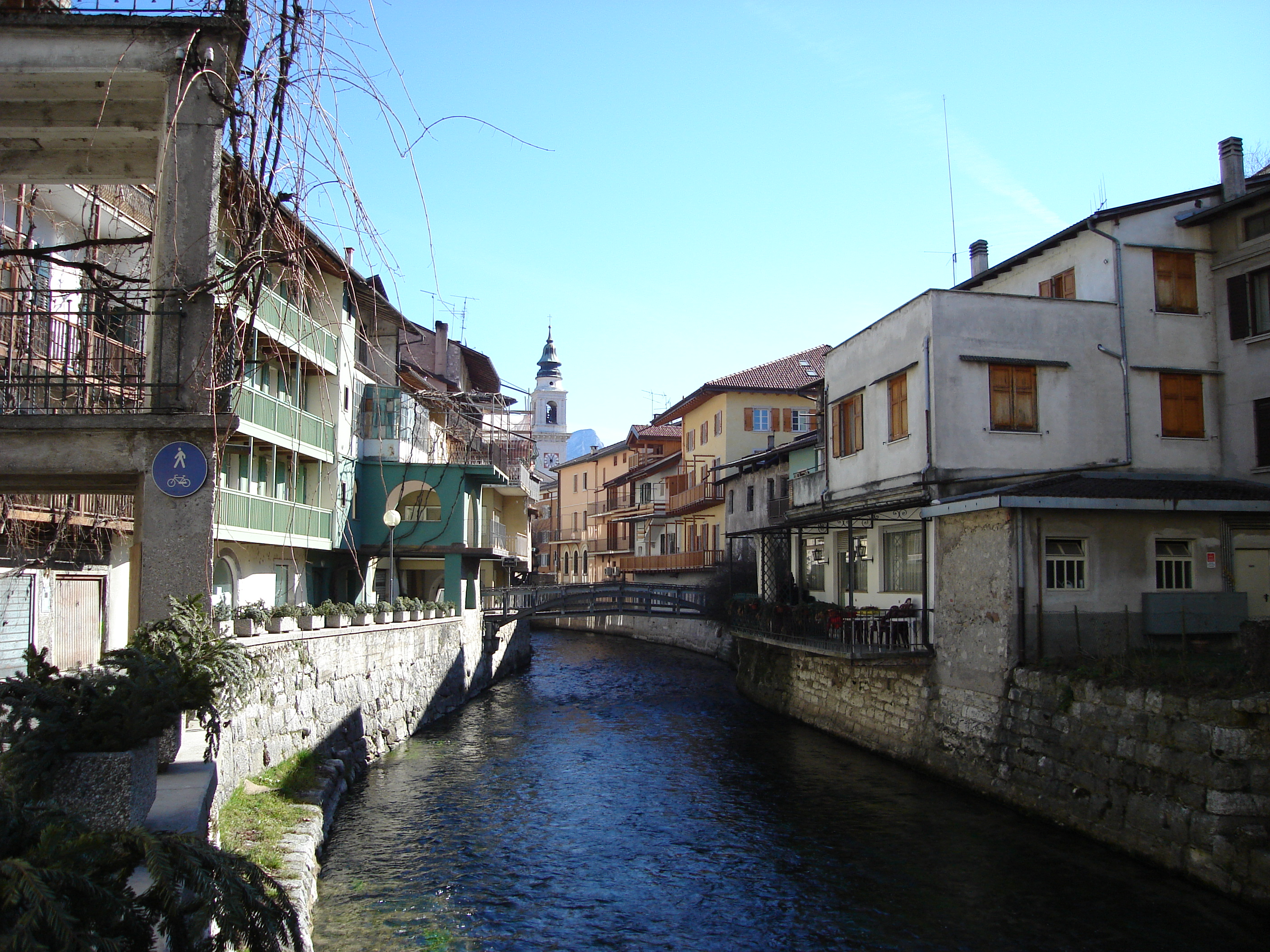
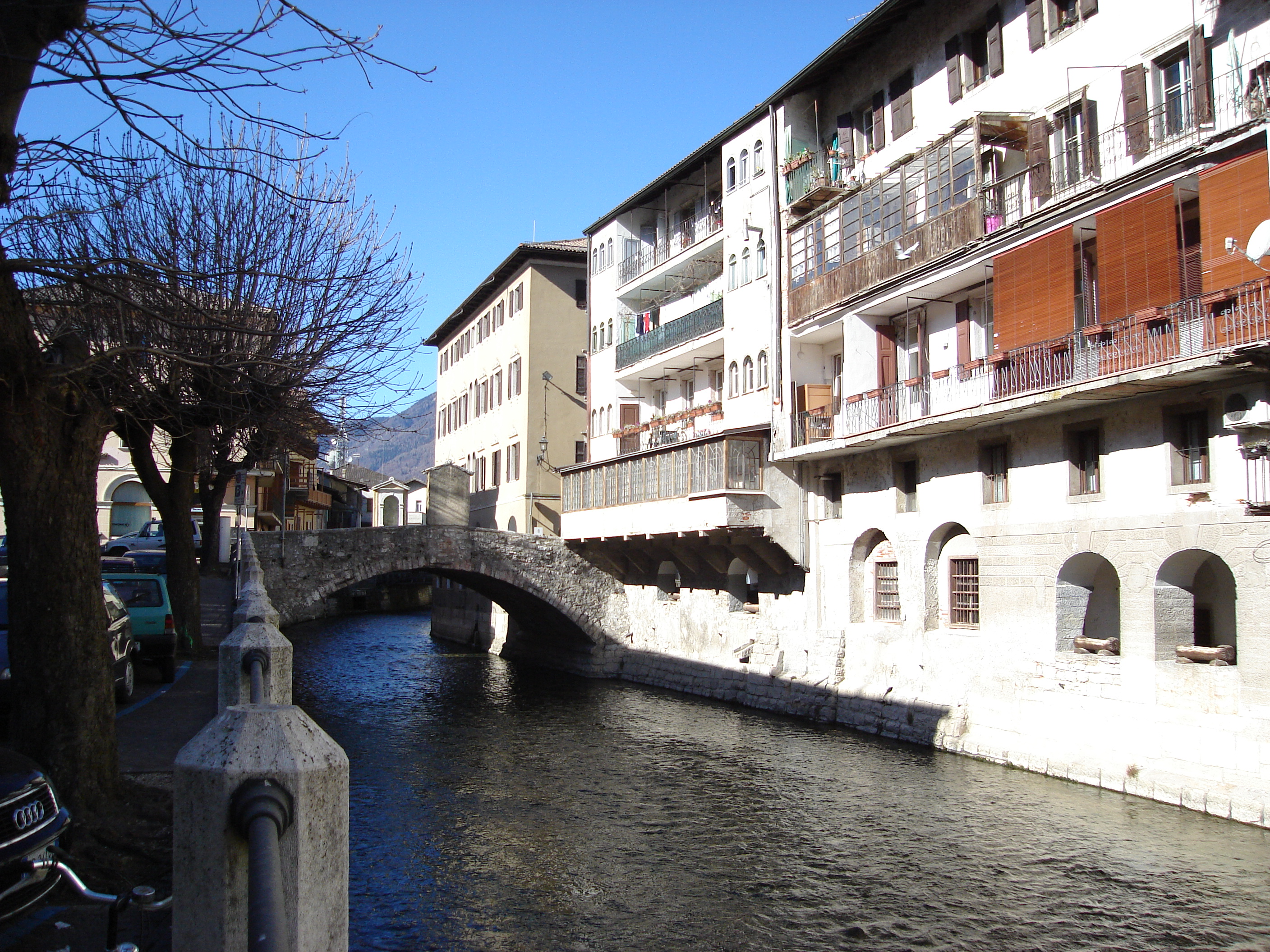
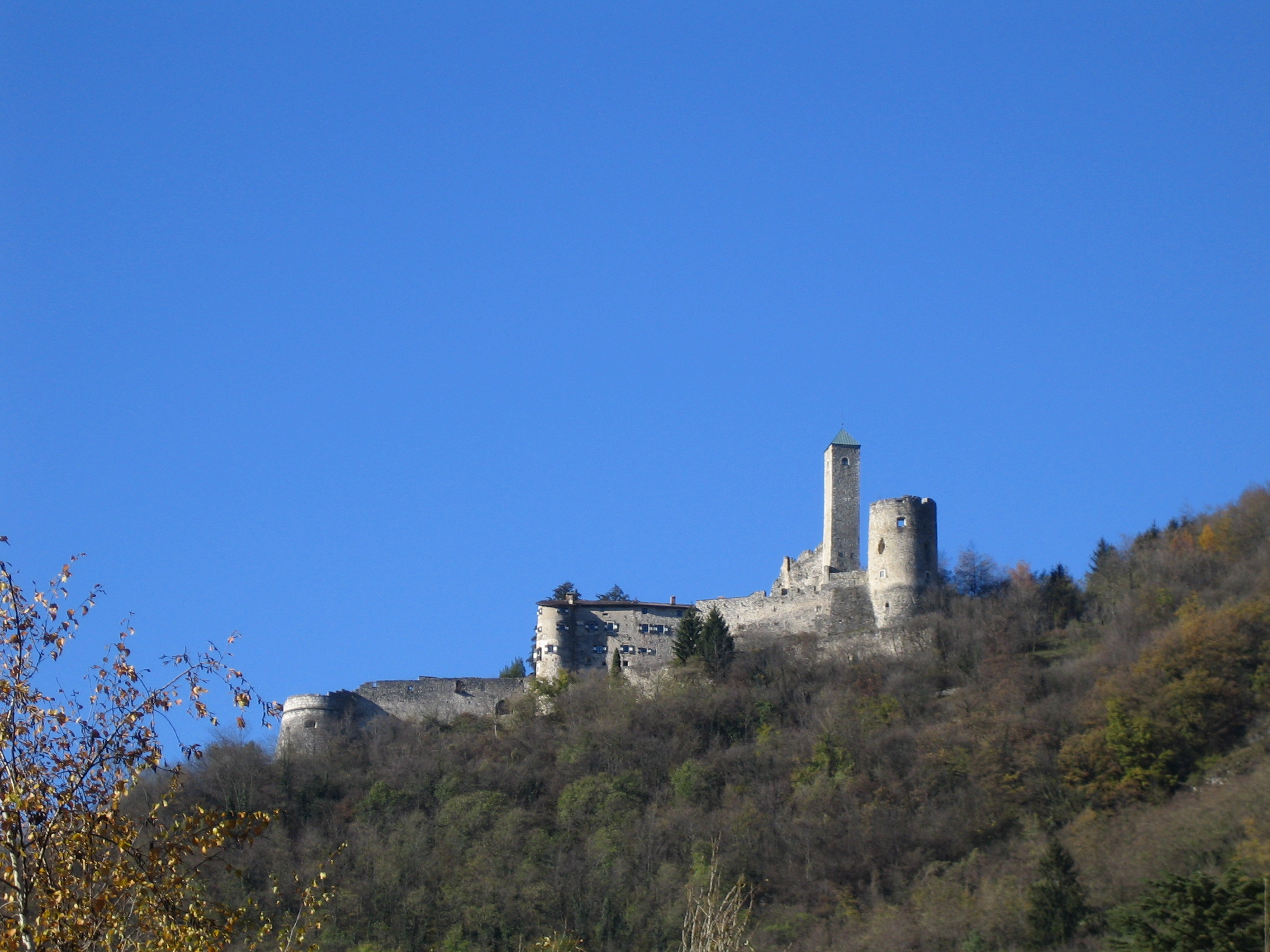
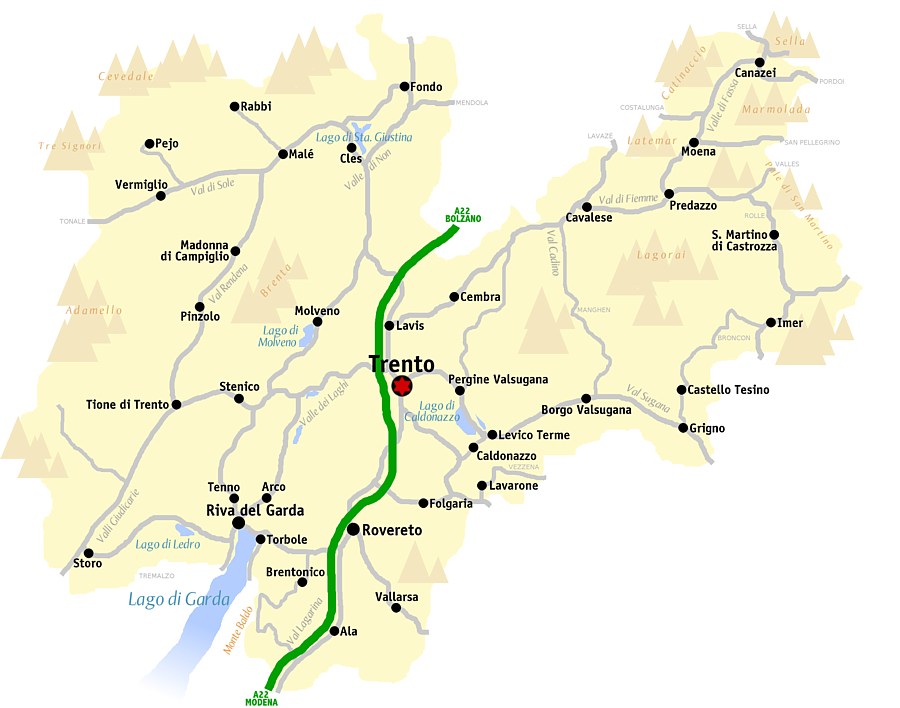